# Interdicció
|  | Aquest article tracta sobre el terme militar. Si cerqueu el terme general, vegeu «Prohibició». |

La interdicció és un terme militar per a l'acte d'enrederrir, interrompre o destruir forces o subministraments enemics en el camí cap a l'àrea de batalla. Sovint es fa una distinció entre interdicció estratègica i tàctica. El primer fa referència a les operacions els efectes de les quals són amplis i a llarg termini; Les operacions tàctiques estan dissenyades per afectar els esdeveniments ràpidament i en una àrea localitzada.

## Espionatge

### Estats Units
El terme interdicció també és utilitzat per la NSA quan un enviament d'electrònica és interceptat en secret per una agència d'intel·ligència (nacional o estrangera) amb el propòsit d'implantar errors abans que arribin al seu destí. Segons el Der Spiegel, el grup TAO de la NSA és capaç de desviar els lliuraments d'enviaments als seus propis "tallers secrets" mitjançant un mètode anomenat interdicció, on els agents carreguen programari maliciós a l'electrònica o instal·len maquinari maliciós que pot donar accés remot a les agències d'intel·ligència dels EUA. L'informe també indica que la NSA, en col·laboració amb la CIA i l'FBI, intercepta de manera rutinària i secreta els enviaments d'ordinadors portàtils o altres accessoris informàtics, com ara cables de monitor o teclat d'ordinador amb errors de transmissors sense fil ocults integrats per escoltar vídeos i registre de tecles.

### Xina
El juliol de 2014 es va informar que es van trobar escàners d'imatges d'enviament de mà fabricats a la Xina amb programari maliciós preinstal·lat i armat capaç d'exfiltrar dades de CRM i dades financeres. Aquests escàners són del tipus que utilitzen molts minoristes i magatzems dels Estats Units, així com serveis de lliurament com ara United Parcel Service i FedEx. Les dades escanejades es van copiar i es van enviar a una connexió de comandament i control integral (CnC) establerta a una botnet xinesa que es va acabar a l'escola professional de Shandong Lanxiang situada a la Xina.